# Tournoi Park Drive 2000 de snooker
Le tournoi Park Drive 2000 est un ancien tournoi de snooker professionnel sur invitation disputé à 4 reprises en Angleterre en 1971 et 1972. 

## Historique
Sponsorisé par le cigarettier Park Drive, 4 joueurs s'affrontent à 3 reprises et les 2 meilleurs s'opposent en finale. L'Anglais John Spencer remporte 3 éditions et le Gallois Ray Reardon la 4e.

## Vainqueurs
| Année                                | Vainqueur                            | Finaliste                            | Score                                | Saison                               |
| Tournoi Park Drive 2000 (non classé) | Tournoi Park Drive 2000 (non classé) | Tournoi Park Drive 2000 (non classé) | Tournoi Park Drive 2000 (non classé) | Tournoi Park Drive 2000 (non classé) |
| ------------------------------------ | ------------------------------------ | ------------------------------------ | ------------------------------------ | ------------------------------------ |
| 1971 (printemps)                     | John Spencer                         | Rex Williams                         | 4-1                                  | 1970-1971                            |
| 1971 (automne)                       | Ray Reardon                          | John Spencer                         | 4-3                                  | 1971-1972                            |
| 1972 (printemps)                     | John Spencer                         | Alex Higgins                         | 4-3                                  | 1971-1972                            |
| 1972 (automne)                       | John Spencer                         | Alex Higgins                         | 5-3                                  | 1972-1973                            |

## Classements

### Printemps 1971
| Joueurs      | Matchs | Victoires | Défaites | Gains |
| ------------ | ------ | --------- | -------- | ----- |
| John Spencer | 9      | 8         | 1        | £750  |
| Rex Williams | 9      | 5         | 4        | £550  |
| Gary Owen    | 9      | 5         | 4        | £400  |
| John Pulman  | 9      | 0         | 9        | £300  |

### Automne 1971
| Joueurs      | Matchs | Victoires | Défaites | Gains |
| ------------ | ------ | --------- | -------- | ----- |
| John Spencer | 9      | 7         | 2        | £750  |
| Ray Reardon  | 9      | 4         | 5        | £550  |
| John Pulman  | 9      | 4         | 5        | £400  |
| Rex Williams | 9      | 3         | 6        | £300  |

### Printemps 1972
| Joueurs      | Matchs | Victoires | Défaites | Gains |
| ------------ | ------ | --------- | -------- | ----- |
| John Spencer | 9      | 6         | 3        | £750  |
| Alex Higgins | 9      | 5         | 4        | £550  |
| John Pulman  | 9      | 4         | 5        | £400  |
| Ray Reardon  | 9      | 3         | 6        | £300  |

### Automne 1972
| Joueurs      | Matchs | Victoires | Défaites | Gains |
| ------------ | ------ | --------- | -------- | ----- |
| Alex Higgins | 9      | 7         | 2        | £750  |
| John Spencer | 9      | 6         | 3        | £550  |
| Ray Reardon  | 9      | 3         | 6        | £400  |
| John Pulman  | 9      | 2         | 7        | £300  |